# George H. Markstein
Ne doit pas être confondu avec George Markstein.
George H. Markstein, né à Vienne (Autriche) le 22 juin 1911 et mort à Makawao (Hawaï, États-Unis) le 3 décembre 1953, est un physicien et ingénieur austro-américain ayant travaillé dans le domaine de la combustion.

## Biographie
George Markstein soutient sa thèse à l'université technique de Vienne en 1937. Après l'anschluss sa famille migre en Suisse, puis au Portugal, avant de se fixer à Bogota (Colombie) en 1938. C'est dans ce pays que Markstein trouve son premier emploi à la Shell pour l'exploration pétrolière de la jungle colombienne.
Il émigre aux États-Unis en 1946 pour travailler au Cornell Aeronautical Laboratory à Buffalo (New York). C'est là qu'il commence à travailler sur les problèmes de flamme prémélangée et explique pour la première fois en 1951 que les flammes peuvent être stabilisées par excitation sonore aux courtes longueurs d'onde grâce à la diffusion et à la conduction thermique, corrigeant ainsi la théorie de l'instabilité de Darrieus-Landau. La longueur d'onde  caractéristique correspondante à la limite de stabilité a été baptisée « longueur de Markstein » et le rapport de cette quantité à l'épaisseur de flamme le « nombre de Markstein ». Il a également introduit la notion d'instabilité paramétrique dans le contexte de l'instabilité thermo-acoustique en 1950. Il a étudié les interactions entre les ondes de choc et les flammes pré-mélangées. Après 25 ans au Cornell Laboratory, en 1971, il a rejoint Factory Mutual Research Corporation (en) où il a travaillé sur les problèmes de propagation du feu et le transfert radiatif.
Il arrête toute activité en 1993 et se retire à Maui, Hawaï.

## Ouvrages
- (en) George H. Markstein, Nonsteady Flame Propagation, AGARDograph 75, Pergamon Press, 1964 (ISBN 978-1483208190)

## Distinctions
- Médaille d'argent de l'Institut de la combustion en 1976[5].
- Médaille d'or Bernard Lewis de l'Institut de la combustion en 1986[6].
- l'Institut de la Combustion a créé une récompense étudiante à son nom[7].